# 马尼洛尔姆
马尼洛尔姆（法語：Magny-Lormes，法語發音：[maɲi lɔʁm]）是法国涅夫勒省的一个市镇，属于克拉姆西区。

## 地理
马尼洛尔姆（47°17'58"N, 3°45'16"E）面积8.35 平方千米，位于法国勃艮第-弗朗什-孔泰大區涅夫勒省，该省份为法国中部省份，北至约讷省，西北接卢瓦雷省，西接谢尔省，南至阿列省，东南接索恩-卢瓦尔省，东临科多尔省。
与马尼洛尔姆接壤的市镇（或旧市镇、城区）包括：昂蒂安、塞尔翁、科尔比尼、洛尔姆、普克洛尔姆。

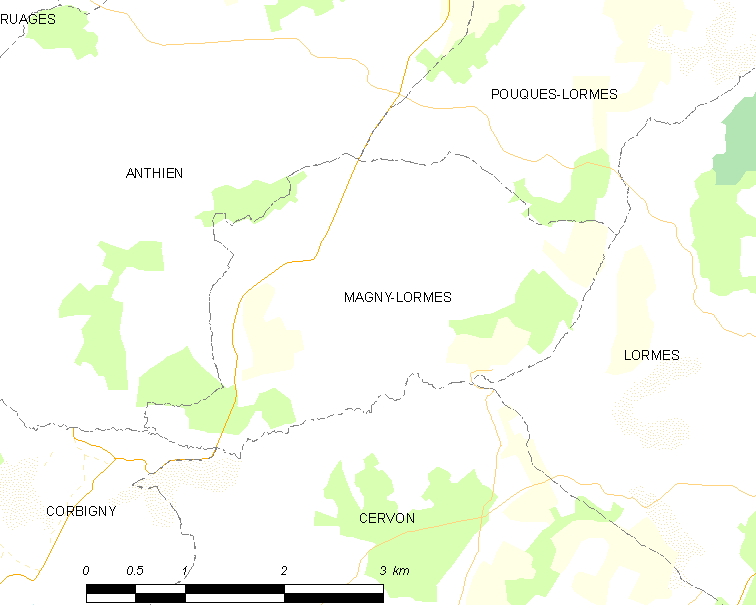
马尼洛尔姆的OSM定位图

马尼洛尔姆的时区为UTC+01:00、UTC+02:00（夏令时）。

## 行政
马尼洛尔姆的邮政编码为58800，INSEE市镇编码为58153。

## 政治
马尼洛尔姆所属的省级选区为科尔比尼县。

## 人口

1962-2008年间马尼洛尔姆人口变化图示

马尼洛尔姆于2022年1月1日时的人口数量为68人。